# Chaetocnema cribrifrons
Chaetocnema cribrifrons är en skalbaggsart som beskrevs av J. L. Leconte 1879. Chaetocnema cribrifrons ingår i släktet Chaetocnema och familjen bladbaggar. Inga underarter finns listade i Catalogue of Life.